# Landkreis Alzey

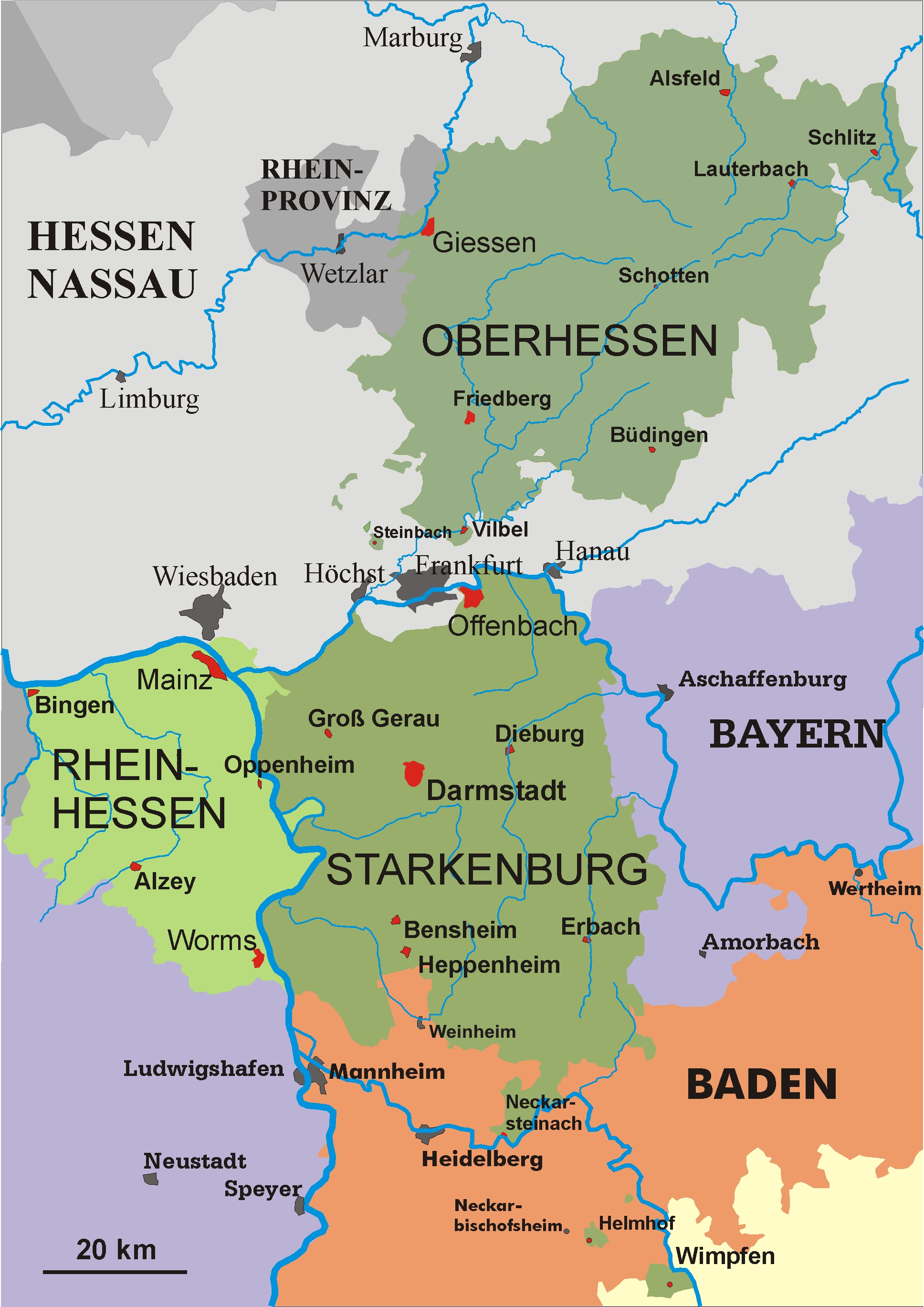
Hessen im Jahr 1930

Der Landkreis Alzey, bis 1938 Kreis Alzey, war ein Landkreis im Südwesten der Region Rheinhessen in Rheinland-Pfalz, der im Zuge der Verwaltungsreform 1969 aufgelöst wurde.

## Nachbarkreise
Der Landkreis grenzte Anfang 1969 im Uhrzeigersinn im Nordwesten beginnend an die Landkreise Bingen, Mainz, Worms, Kirchheimbolanden, Rockenhausen und Kreuznach.

## Geschichte

### Territorialentwicklung
Von 1798 bis 1814 gehörten die linksrheinischen Gebiete zu Frankreich. 1816 kam diese Region als Provinz Rheinhessen zum Großherzogtum Hessen. Sie war in 11 Kantone aufgeteilt, die auf dem System der französischen Verwaltung beruhten.
Durch die großherzoglich hessische Verordnung vom 5. Februar 1835 wurde die hessische Provinz Rheinhessen in die vier Kreise Alzey, Bingen, Mainz und Worms gegliedert. Dabei entstand der Kreis Alzey aus den Kantonen Alzey und Wörrstadt.
Kreisrat im Kreis Alzey war von 1835 bis 1848 Friedrich Müller, Kreissekretär Friedrich Pietsch.
Infolge der Märzrevolution 1848 ging der Kreis Alzey von 1848 bis 1850 in dem Regierungsbezirk Mainz (der ganz Rheinhessen umfasste) und von 1850 bis 1852 gemeinsam mit dem Kreis Worms durch Verordnung vom 14. Mai 1850 (durchgeführt erst zum 16. September 1850) im Regierungsbezirk Worms auf.
Durch Edikt vom 12. Mai 1852 wurde Rheinhessen in nunmehr fünf Kreise eingeteilt, dabei wurde neben den Kreisen Bingen, Mainz, Oppenheim und Worms ein neuer, kleinere Kreis Alzey aus dem Gebiet der Friedensgerichtsbezirken Alzey und Wöllstein (dafür ohne Wörrstadt) gebildet. Er umfasste 1852 insgesamt 50 Orte und 37.474 Einwohner. 1914 hatten die 50 Orte schon 40.957 Einwohner. Die Fläche des Kreises betrug 31.184 ha.
Die 1852 geschaffene Gliederung der Provinz Rheinhessen in fünf Kreise (Alzey, Bingen, Mainz, Worms und Oppenheim) überdauerte 1918/19 den Übergang vom Großherzogtum zum Volksstaat Hessen und hatte mehr als sechs Jahrzehnte Bestand. In der NS-Zeit wurden 1937 die Provinzen Starkenburg, Oberhessen und Rheinhessen aufgelöst.
Es folgte eine einschneidende Gebietsreform, die am 1. November 1938 in Kraft trat. In Rheinhessen wurde der Kreis Oppenheim aufgelöst, aus dem die Gemeinden Armsheim, Bechtolsheim, Biebelnheim, Ensheim, Gabsheim, Gau-Bickelheim, Gau-Weinheim, Nieder-Saulheim, Ober-Saulheim, Partenheim, Rommersheim, Schimsheim, Schornsheim, Spiesheim, Sulzheim, Udenheim, Vendersheim, Wallertheim, Wolfsheim und Wörrstadt dem Landkreis Alzey angegliedert wurden. Zudem stießen die Gemeinden Blödesheim (heute Hochborn), Eppelsheim, Hangen-Weisheim und Ober-Flörsheim aus dem Kreis Worms hinzu. Im Gegenzug musste der Kreis Alzey den größeren Teil des ehemaligen Kantons Wöllstein an den Landkreis Bingen abgeben, nämlich die Gemeinden Badenheim, Biebelsheim, Bosenheim, Hackenheim, Ippesheim, Pfaffen-Schwabenheim, Planig, Pleitersheim, Sankt Johann, Sprendlingen, Volxheim, Welgesheim und Zotzenheim.
Gleichzeitig erhielt der Kreis auch die neue amtliche Bezeichnung Landkreis Alzey.
Der Landkreis Alzey wurde 1946 im Regierungsbezirk Rheinhessen ein Teil von Rheinland-Pfalz und hatte bis zur Verwaltungsreform von 1969 Bestand. Zum Zeitpunkt seiner Auflösung umfasste er 60 Gemeinden mit 63.582 Einwohnern und einer Gesamtfläche von 41778 ha.
Bei der Auflösung des Landkreises am 7. Juni 1969 wurden die Gemeinden Frei-Laubersheim, Fürfeld, Neu-Bamberg und Tiefenthal in den Landkreis Bad Kreuznach eingegliedert. Das restliche Kreisgebiet wurde mit dem Landkreis Worms zum neuen Landkreis Alzey-Worms zusammengelegt.

### Einwohnerentwicklung
| Jahr | Einwohner |
| ---- | --------- |
| 1852 | 37.474    |
| 1900 | 39.745    |
| 1910 | 40.957    |
| 1925 | 42.262    |
| 1933 | 43.951    |
| 1939 | 53.192    |
| 1950 | 62.721    |
| 1960 | 61.900    |
| 1968 | 63.582    |

### Leitende Beamte
Kreisräte
- 1835–1848 Friedrich Müller

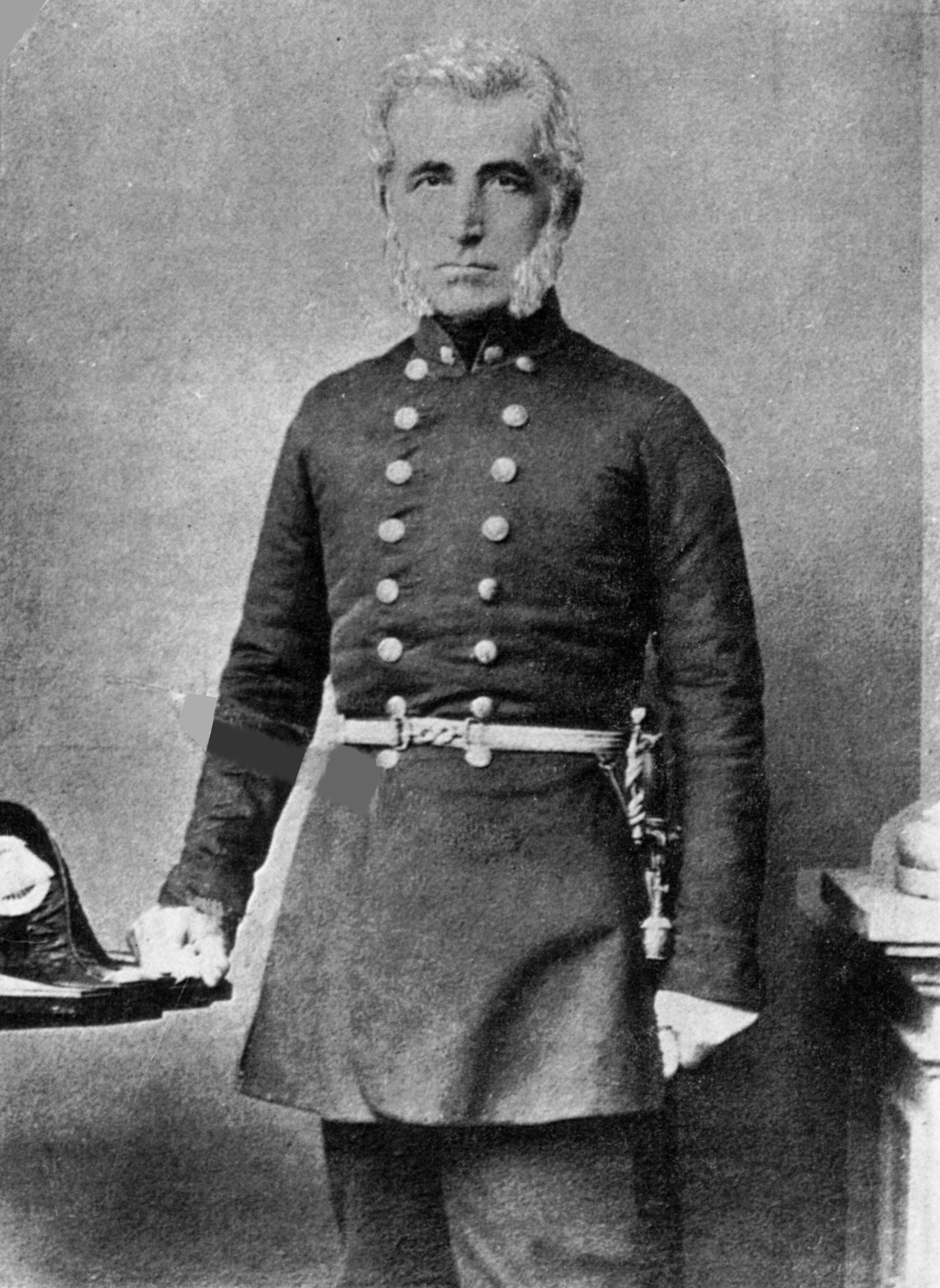
Friedrich Müller, erster Kreisrat des Kreises Alzey

Von 1848 bis 1852 gab es im Großherzogtum Hessen keine Kreise, die Aufgaben wurden von Regierungsbezirken wahrgenommen.
- 1852–1860 Theodor Wilhelm Georg Hallwachs
- 1860–1861 Ludwig Strecker
- 1861–1893 Carl Ludwig Wolff
- 1893–1897 Georg Freiherr von Wedekind
- 1897–1900 Friedrich von Hombergk zu Vach
- 1900–1905 Ernst Süffert
- 1905–1913 Hermann Freiherr Schenck zu Schweinsberg
- 1913–1917 (1923) Friedrich Martin von Bechtold

Kreisdirektoren
- (1913) 1917–1923 Friedrich Martin von Bechtold
- 1924–1932 Karl Draudt
- 1932–1937 Konrad Wolf
- 1937–1938 (1939) Wilhelm Köhler

Landräte
- (1937–1938) (1939) Wilhelm Köhler
- 1940–1944 Alfred Klostermann
- 1944–1945 Paul Stieh
- 1945–1946 Konrad Elm
- 1946–1947 Wilhelm Bechtolsheimer
- 1947–1952 Eugen Klee
- 1952–1969 Heinz-Eberhardt Andres

## Städte und Gemeinden
Der Landkreis umfasste zwischen 1938 und 1969 die  folgenden Kommunen:
| Gemeinde                 | Eingemeindet nach                  | Datum der Eingemeindung | Heutige Verbandsgemeinde | von 1852 bis 1938 Teil des Kreis Oppenheim | bis 1835 Teil des Kanton | vor 1792 zugehörig                        |
| ------------------------ | ---------------------------------- | ----------------------- | ------------------------ | ------------------------------------------ | ------------------------ | ----------------------------------------- |
| Alzey, Stadt             |                                    |                         |                          | nein                                       | Kanton Alzey             | Kurpfalz, Oberamt Alzey                   |
| Albig                    |                                    |                         | Alzey-Land               | nein                                       | Kanton Alzey             | Kurpfalz, Oberamt Alzey                   |
| Armsheim                 |                                    |                         | Wörrstadt                | ja                                         | Kanton Wörrstadt         | Kurpfalz, Oberamt Alzey                   |
| Bechenheim               |                                    |                         | Alzey-Land               | nein                                       | Kanton Alzey             | Kurpfalz, Oberamt Alzey                   |
| Bechtolsheim             |                                    |                         | Alzey-Land               | ja                                         | Kanton Wörrstadt         | Ritterschaftliche Ganerbschaft            |
| Bermersheim vor der Höhe |                                    |                         | Alzey-Land               | nein                                       | Kanton Alzey             | Kloster Eibingen                          |
| Biebelnheim              |                                    |                         | Alzey-Land               | ja                                         | Kanton Wörrstadt         | Kurpfalz, Oberamt Alzey                   |
| Blödesheim               | heute: Hochborn                    |                         | Wonnegau                 | nein                                       | Kanton Bechtheim         | Kurpfalz, Oberamt Alzey                   |
| Bornheim                 |                                    |                         | Alzey-Land               | nein                                       | Kanton Alzey             | Rheingraf von Salm                        |
| Dautenheim               | Alzey                              | 1972                    |                          | nein                                       | Kanton Alzey             | Kurpfalz, Oberamt Alzey                   |
| Dintesheim               |                                    |                         | Alzey-Land               | nein                                       | Kanton Alzey             | Kurpfalz, Oberamt Alzey                   |
| Eckelsheim               |                                    |                         | Wöllstein                | nein                                       | Kanton Wöllstein         | Grafschaft Falkenstein                    |
| Ensheim                  |                                    |                         | Wörrstadt                | ja                                         | Kanton Wörrstadt         | Kurpfalz                                  |
| Eppelsheim               |                                    |                         | Alzey-Land               | nein                                       | Kanton Bechtheim         | Kurpfalz, Oberamt Alzey                   |
| Erbes-Büdesheim          |                                    |                         | Alzey-Land               | nein                                       | Kanton Alzey             | Kurpfalz, Oberamt Alzey                   |
| Esselborn                |                                    |                         | Alzey-Land               | nein                                       | Kanton Alzey             | Kurpfalz, Oberamt Alzey                   |
| Flomborn                 |                                    |                         | Alzey-Land               | nein                                       | Kanton Alzey             | Kurpfalz, Oberamt Alzey                   |
| Flonheim                 |                                    |                         | Alzey-Land               | nein                                       | Kanton Alzey             | Rheingraf von Salm                        |
| Framersheim              |                                    |                         | Alzey-Land               | nein                                       | Kanton Alzey             | Graf von Falkenstein                      |
| Frei-Laubersheim         | (heute im Landkreis Bad Kreuznach) | 7. Juni 1969            | Bad Kreuznach            | nein                                       | Kanton Wöllstein         | Kurpfalz, Oberamt Kreuznach               |
| Freimersheim             |                                    |                         | Alzey-Land               | nein                                       | Kanton Alzey             | Kurpfalz, Oberamt Alzey                   |
| Fürfeld                  | (heute im Landkreis Bad Kreuznach) | 7. Juni 1969            | Bad Kreuznach            | nein                                       | Kanton Wöllstein         | Freiherr von Kerpen                       |
| Gabsheim                 |                                    |                         | Wörrstadt                | ja                                         | Kanton Wörrstadt         | Freiherr von Dalberg                      |
| Gau-Bickelheim           |                                    |                         | Wöllstein                | ja                                         | Kanton Wörrstadt         | Kurmainz                                  |
| Gau-Heppenheim           |                                    |                         | Alzey-Land               | nein                                       | Kanton Bechtheim         | Kurpfalz, Oberamt Alzey                   |
| Gau-Köngernheim          | Gau-Odernheim                      | 1969                    | Alzey-Land               | nein                                       | Kanton Alzey             | Fürst von Löwenstein-Wertheim             |
| Gau-Odernheim            |                                    |                         | Alzey-Land               | nein                                       | Kanton Alzey             | Kurpfalz, Oberamt Alzey                   |
| Gau-Weinheim             |                                    |                         | Wörrstadt                | ja                                         | Kanton Wörrstadt         | Kurpfalz, Oberamt Alzey                   |
| Gumbsheim                |                                    |                         | Wöllstein                | nein                                       | Kanton Wöllstein         | Kurmainz und Nassau-Saarbrücken           |
| Hangen-Weisheim          |                                    |                         | Wonnegau                 | nein                                       | Kanton Bechtheim         | Kurpfalz, Oberamt Alzey                   |
| Heimersheim              | Alzey                              | 1972                    |                          | nein                                       | Kanton Alzey             | Kurpfalz, Oberamt Alzey                   |
| Kettenheim               |                                    |                         | Alzey-Land               | nein                                       | Kanton Alzey             | Kurpfalz, Oberamt Alzey                   |
| Lonsheim                 |                                    |                         | Alzey-Land               | nein                                       | Kanton Alzey             | Kurpfalz, Oberamt Alzey                   |
| Nack                     |                                    |                         | Alzey-Land               | nein                                       | Kanton Alzey             | Freiherr von Hunolstein und Oberamt Alzey |
| Neu-Bamberg              | (heute im Landkreis Bad Kreuznach) | 7. Juni 1969            | Bad Kreuznach            | nein                                       | Kanton Wöllstein         | Kurmainz                                  |
| Nieder-Saulheim          | Saulheim                           | 1969                    | Wörrstadt                | ja                                         | Kanton Wörrstadt         | Ritterschaftliche Ganerbschaft            |
| Nieder-Wiesen            |                                    |                         | Alzey-Land               | nein                                       | Kanton Alzey             | Freiherr von Hunolstein                   |
| Ober-Flörsheim           |                                    |                         | Alzey-Land               | nein                                       | Kanton Pfeddersheim      | Kurpfalz, Oberamt Alzey                   |
| Ober-Saulheim            | Saulheim                           | 1969                    | Wörrstadt                | ja                                         | Kanton Wörrstadt         | Rheingraf von Grumbach                    |
| Offenheim                |                                    |                         | Alzey-Land               | nein                                       | Kanton Alzey             | Kurpfalz, Oberamt Alzey                   |
| Partenheim               |                                    |                         | Wörrstadt                | ja                                         | Kanton Wörrstadt         | Freiherren von Wallbrunn und Wambold      |
| Rommersheim              | Wörrstadt                          | 1970                    | Wörrstadt                | ja                                         | Kanton Wörrstadt         | Rheingraf von Grumbach                    |
| Schimsheim               | Armsheim                           |                         | Wörrstadt                | ja                                         | Kanton Wörrstadt         | Kurpfalz, Oberamt Alzey                   |
| Schornsheim              |                                    |                         | Wörrstadt                | ja                                         | Kanton Wörrstadt         | Ritterschaftliche Ganerbschaft            |
| Siefersheim              |                                    |                         | Wöllstein                | nein                                       | Kanton Wöllstein         | Kurmainz                                  |
| Spiesheim                |                                    |                         | Wörrstadt                | ja                                         | Kanton Wörrstadt         | Kurpfalz, Oberamt Alzey                   |
| Stein-Bockenheim         |                                    |                         | Wöllstein                | nein                                       | Kanton Wöllstein         | Rheingraf von Salm und Grehweiler         |
| Sulzheim                 |                                    |                         | Wörrstadt                | ja                                         | Kanton Wörrstadt         | Kurmainz                                  |
| Tiefenthal               | (heute im Landkreis Bad Kreuznach) | 7. Juni 1969            | Bad Kreuznach            | nein                                       | Kanton Wöllstein         | Nassau-Saarbrücken                        |
| Udenheim                 |                                    |                         | Wörrstadt                | ja                                         | Kanton Wörrstadt         | Kurpfalz und Baden                        |
| Uffhofen                 | Flonheim                           | 1969                    | Alzey-Land               | nein                                       | Kanton Alzey             | Rheingraf von Salm                        |
| Vendersheim              |                                    |                         | Wörrstadt                | ja                                         | Kanton Wörrstadt         | Graf von Eltz                             |
| Wahlheim                 |                                    |                         | Alzey-Land               | nein                                       | Kanton Alzey             | Kurpfalz, Oberamt Alzey                   |
| Wallertheim              |                                    |                         | Wörrstadt                | ja                                         | Kanton Wörrstadt         | Graf von Leiningen-Guntersblum            |
| Weinheim                 | Alzey                              | 1972                    |                          | nein                                       | Kanton Alzey             | Kurpfalz, Oberamt Alzey                   |
| Wendelsheim              |                                    |                         | Wöllstein                | nein                                       | Kanton Alzey             | Graf von Grumbach                         |
| Wöllstein                |                                    |                         | Wöllstein                | nein                                       | Kanton Wöllstein         | Kurmainz und Nassau-Saarbrücken           |
| Wörrstadt                |                                    |                         | Wörrstadt                | ja                                         | Kanton Wörrstadt         | Rheingraf von Grumbach                    |
| Wolfsheim                | (heute im Landkreis Mainz-Bingen)  | 16. März 1974           | Sprendlingen-Gensingen   | ja                                         | Kanton Wörrstadt         | Kurpfalz, Oberamt Alzey                   |
| Wonsheim                 |                                    |                         | Wöllstein                | nein                                       | Kanton Wöllstein         | Kurpfalz, Oberamt Alzey                   |

- Alle Gemeinden des Kanton Wöllstein sind 1852 in den Kreis gekommen (zuvor  Kreis Bingen).
- Alle Gemeinden der Kantone Bechtheim und Pfeddersheim sind erst 1938 in den Kreis gekommen (zuvor Kreis Worms).
- Alle weiteren Gemeinden sind schon seit 1835 Teil des Kreises. 1852 wechselten alle Gemeinden des Kanton Wörrstadt in den neuen Kreis Oppenheim und wurden 1938 (nach Auflösung des Kreises Oppenheim) wieder Teil des Kreises Alzey, bis auf Ober-Hilbersheim, Friesenheim, Hillesheim und Undenheim (sie waren so nur von 1835 bis 1848 Teil des Kreises Alzey), sie wechselten ab 1938 in den Kreis Mainz bzw. Ober-Hilbersheim in den Kreis Bingen.

## Kfz-Kennzeichen
Am 1. Juli 1956 wurde dem Landkreis bei der Einführung der bis heute gültigen Kfz-Kennzeichen das Unterscheidungszeichen AZ zugewiesen. Es wird im Landkreis Alzey-Worms durchgängig bis heute ausgegeben.